# 白翎
白翎（1940年—），本名白欲田，是一位出身吉林省四平的教育工作者與作家。他現在在四平教育學院從事語文教學研究工作，也是中國作家協會會員之一。他的代表作品有《青春的里程》、《時裝》和《剛剛走進青春的時候》等。

### 書目
- 《中學中國語文 ─ 第五冊》，香港人人書局，1991年